# Летище Дубровник
Летище Дубровник (DBV/LDDU) е международно летище в Хърватия, обслужващо Дубровник и прилежащия район.
Намира се на около 15 км от центъра на града, край село Чилипи в община Конавле.
След приемането на Хърватия в ЕС започва проект за разширяването на летището в Дубровник, който започва през май 2015 г. и ще продължи до 2019 г. Проектът е на стойност 220 млн. евро. От тях 145 млн. евро ще бъдат осигурени от хърватското правителство, а останалите 75 млн. евро – от самото летище, след което се очаква Хърватия да възстанови повечето от разходите си със средствата от ЕС. С европейски пари вече е реализиран предходният проект за ремонт и реставрация на летището.
Очаква се да стартират полети до Ню Йорк през 2016 г.